# Beata Małecka-Libera
Beata Małecka-Libera (ur. 17 maja 1954 w Dąbrowie Górniczej) – polska polityk, lekarz laryngolog, doktor nauk medycznych. Posłanka na Sejm V, VI, VII i VIII kadencji, w 2015 sekretarz stanu w Ministerstwie Zdrowia, senator X i XI kadencji.

## Życiorys
Córka Tadeusza i Leokadii. W 1979 ukończyła studia na Wydziale Lekarskim Śląskiej Akademii Medycznej w Zabrzu. W latach 1980–1996 pracowała jako laryngolog, uzyskując I i II stopień specjalizacji z laryngologii. W latach 1993–1997 była słuchaczką studiów doktoranckich, w 1999 uzyskała stopień doktora nauk medycznych. W latach 2000–2002 była słuchaczką studiów podyplomowych na Uniwersytecie Jagiellońskim w Instytucie Zdrowia Publicznego na Wydziale Ochrony Zdrowia.
W latach 2001–2002 pełniła obowiązki dyrektora Szpitala Miejskiego w Dąbrowie Górniczej, w okresie od 2002 do 2005 była dyrektorem naczelnym Szpitala Specjalistycznego w Dąbrowie Górniczej.
Należała do Unii Demokratycznej oraz do Unii Wolności. W wyborach samorządowych w 1998 bezskutecznie ubiegała się o mandat radnej Dąbrowy Górniczej z listy UW. W 2005 z listy Platformy Obywatelskiej została wybrana na posłankę V kadencji w okręgu sosnowieckim. W wyborach parlamentarnych w 2007 po raz drugi uzyskała mandat poselski, otrzymując 20 877 głosów. W wyborach w 2011 z powodzeniem ubiegała się o reelekcję, dostała 23 822 głosy. 7 stycznia 2015 powołana na stanowisko sekretarza stanu w Ministerstwie Zdrowia, pełniącego funkcję pełnomocnika rządu ds. projektu ustawy o zdrowiu publicznym.
W wyborach parlamentarnych w 2015 została ponownie wybrana do Sejmu, otrzymując 23 429 głosów. W Sejmie VIII kadencji została zastępcą przewodniczącego Komisji Zdrowia.
W wyborach w 2019 została natomiast wybrana w skład Senatu X kadencji. Kandydowała z ramienia Koalicji Obywatelskiej w okręgu nr 76, otrzymując 82 090 głosów. Objęła funkcję przewodniczącej Komisji Zdrowia. W wyborach w 2023 z powodzeniem ubiegała się o senacką reelekcję (dostała 113 692 głosy). Ponownie stanęła na czele Komisji Zdrowia.

## Wyniki w wyborach ogólnopolskich
| Wybory | Komitet wyborczy   | Komitet wyborczy      | Organ            | Okręg | Wynik           |
| ------ | ------------------ | --------------------- | ---------------- | ----- | --------------- |
| 2005   |                    | Platforma Obywatelska | Sejm V kadencji  | nr 32 | 6882 (3,25%)    |
| 2007   | Sejm VI kadencji   | Platforma Obywatelska | 20 877 (3,25%)   | nr 32 |                 |
| 2011   | Sejm VII kadencji  | Platforma Obywatelska | 23 822 (8,50%)   | nr 32 |                 |
| 2015   | Sejm VIII kadencji | Platforma Obywatelska | 23 429 (8,23%)   | nr 32 |                 |
| 2019   |                    | Koalicja Obywatelska  | Senat X kadencji | nr 76 | 82 090 (43,14%) |
| 2023   | Senat XI kadencji  | Koalicja Obywatelska  | 113 692 (52,37%) | nr 76 |                 |